# Monster Hunter Rise
Monster Hunter Rise es un juego de rol de acción desarrollado y publicado por Capcom para Nintendo Switch. Es la entrega más reciente de la saga portátil (siendo secuela de XX/GU), perteneciendo a la quinta generación de la saga, al igual que World y se lanzó en todo el mundo el 26 de marzo de 2021. En enero de 2022 se produjo su lanzamiento para Microsoft Windows y el 20 de enero de 2023, haría lo propio en PlayStation 4 y PlayStation 5 de la compañía japonesa  Sony Interactive Entertainment. Rise usa las características y convenciones introducidas en Monster Hunter: World.

## Sistema de juego
Al igual que con los títulos anteriores de Monster Hunter, Rise hace que el jugador asuma el papel de un cazador, con la tarea de matar o atrapar monstruos usando armas, herramientas y trampas ambientales para dañarlos. Completar con éxito una misión recompensa al jugador con botines que pueden usarse para forjar nuevas armas y armaduras. Los monstruos que ya habían aparecido en Monster Hunter: World regresaron en Rise. Además regresan en el juego las catorce categorías de armas que aparecen en Monster Hunter Generations y Monster Hunter: World.
Rise presenta modos para un jugador y multijugador local y en línea con hasta cuatro cazadores en un grupo. Rise presenta un modo de supervivencia llamado Rampage, en el que los jugadores deben defender la aldea base de varios monstruos atacantes. El juego tiene compatibilidad con Monster Hunter Stories 2: Wings of Ruin.

## Lanzamiento
Rise estrenó en Nintendo Switch el 26 de marzo de 2021. Junto a su lanzamiento, Monster Hunter Rise lanzó 3 figuras Amiibo de los personajes Palico, Palamute y el monstruo Magnamalo. El uso de los Amiibo desbloquea un conjunto de armaduras para el jugador en el juego. El 7 de enero de 2021 se lanzó una demo de un mes de duración, con cuatro misiones así como la capacidad de poder jugar con multijugador en línea. El lanzamiento de la demo provocó que los servidores de Nintendo eShop sufrieran interrupciones debido a la cantidad de personas que intentaran descargar la demo al mismo tiempo. El 12 de marzo de 2021 se lanzó una segunda demo del juego.
El director del juego, Yasunori Ichinose, dijo que Monster Hunter Rise iba a contar con 2 expansiones mediante contenido descargable. Además se anunció un paquete que incluía una edición especial de la consola Nintendo Switch junto a una copia del juego, programado para salir el 26 de marzo de 2021.

## Recepción

### Crítica
Monster Hunter Rise recibió críticas positivas de los críticos, obteniendo una puntuación de 87 en Metacritic. Los críticos elogiaron la adición de nuevos elementos y la expansión de las mecánicas del juego presentadas anteriormente en Monster Hunter: World.
Sam Machkovech de Ars Technica elogió la nueva mecánica de movimiento y cómo el juego ajustó muchos monstruos de las entradas anteriores para compensarlo. También criticó el rendimiento técnico del juego diciendo que se encontró «con frenéticas batallas en las que la velocidad de fotogramas se redujo a cerca de 20». Martin Robinson de Eurogamer apreció que las cacerías del juego eran más cortas que en juegos anteriores y lo calificó como el mejor juego de Nintendo Switch desde Breath of the Wild.
Richard Wakeling, escritor de GameSpot, elogió la ambientación de estilo japonés y las misiones del modo de supervivencia Rampage. Ryan Gilliam de Polygon aclamó la mayor accesibilidad del juego para los recién llegados a la serie, y de cómo el jugador tenía más formas de abordar las cacerías.

### Comercial
Capcom anunció que se habían vendido cuatro millones de copias de Monster Hunter Rise después de tres días después del lanzamiento.